# Raimond Audibert
Raimond Audibert est un prélat catholique français, archevêque d'Aix-en-Provence de 1223 à 1251.
Le 17 mai 1234, Raimond Bérenger IV de Provence complète la dot, déjà élevé à 8000 marcs d'argent, de sa fille Marguerite, de 2 000 marcs supplémentaires en désignant Raimond Audibert garant envers son futur gendre, le roi Louis IX de France ; le comte doit alors céder les revenus du château d'Aix ainsi que la baillie d'Aix que détenait Guillaume de Cottignac. Mais la somme considérable de 10 000 marcs d'argent dépasse les capacités financières du comte qui n'en paiera en fait que le cinquième.

## Référence
1. ↑  Gérard Sivéry, Marguerite de Provence: Une reine au temps des cathédrales, Fayard, 1987,  (ISBN 9782213647821)